# Hephzibah Oluwadare
Hephzibah Oluwadare (* 31. Oktober 2007) ist eine britische Tennisspielerin.

## Karriere
Oluwadare hat mit sechs Jahren das Tennisspielen begonnen und bevorzugt Sandplätze. Sie spielt vor allem auf der  ITF Juniors World Tour und der ITF Women’s World Tennis Tour, auf der sie bislang aber noch keinen Titel gewinnen konnte.
2021 startete sie in den Juniorinnenwettbewerben in Wimbledon jeweils mit einer Wildcard. Im Juniorinneneinzel unterlag sie in der ersten Runde Sára Bejlek mit 2:6 und 3:6. Im Juniorinnendoppel unterlag sie mit ihrer Partnerin Hannah Smith mit 2:6 und 3:6 dem Doppel Nicole Rivkin und Hanne Vandewinkel.
2022 gewann sie im Februar das J4 Oslo und stand im März beim J3 Loughborough und im April beim J2 Aldershot jeweils im Finale. Beim mit 25.000 US-Dollar dotierten ITF-Turnier in Nottingham stand sie in der Runde der letzten 32.
Auf der WTA Tour spielte sie ihr erstes Turnier 2022 in Nottingham, wo sie mit einer Wildcard in der Qualifikation an den Start ging und in der ersten Runde der Französin Tessah Andrianjafitrimo mit 2:6, 6:4 und 1:6 unterlag.